# 楊炯 (播州)
楊炯（？—1441年），《明實錄》廣本、抱本作楊烱，第23任播州土司，活躍於明朝中葉。
楊炯是楊昇之孫，其父楊正聲是楊昇的長子。正統三年正月，楊炯代為播州宣慰使司之職。十一月，遣安撫宋忠誠進貢馬匹。正統四年四月，遣使進貢馬匹。正統五年十一月，遣長官韓仁壽進貢馬匹及方物。
楊昇於正統五年（1440年）去世，因楊正聲早逝，便以嫡長孫楊炯襲職，但不久後楊炯便在第二年去世，無嗣。土司之位由其叔父楊綱繼承。
成化二十年十一月，楊炯之妻田氏被明朝朝廷認定為貞潔之婦，旌表其門曰貞節。
自2014年起，貴州省考古所對皇墳嘴墓地的楊粲墓附近一帶進行系統勘察。2017年，確認楊粲墓附近的三座土司墓葬分別為楊嘉貞、楊炯、楊斌三代土司的夫妻合葬墓。其中，楊炯墓編號為M3，為夫妻合葬墓。